# San Andreas (uskok)

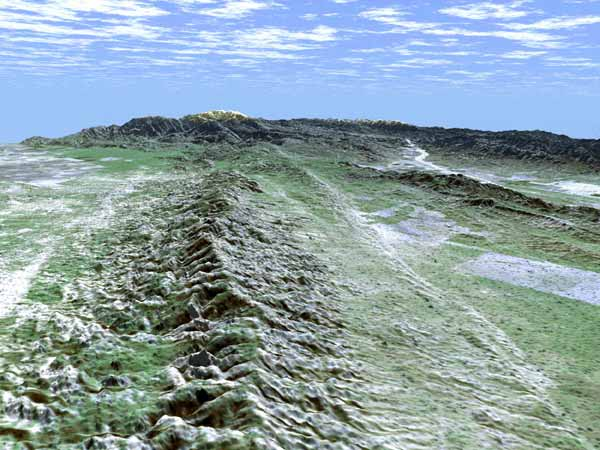

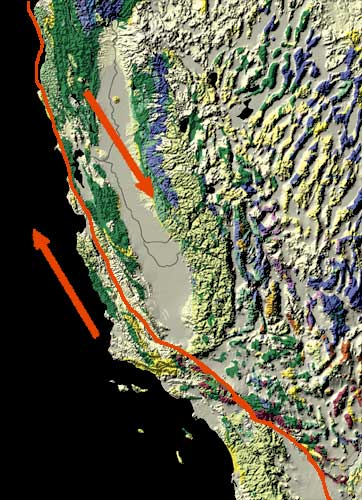
Mapa uskoku San Andreas, pokazująca kierunki ruchu obu płyt litosfery.

Uskok San Andreas (ang. San Andreas Fault) – uskok transformacyjny przebiegający przez zachodnią i południową Kalifornię.
Należy do pacyficznego systemu rozłamów skorupy ziemskiej, ciągnącego się wokół Oceanu Spokojnego. Biegnie od przylądka Mendocino na północnym zachodzie po Zatokę Kalifornijską na południowym wschodzie i przedłuża się prawdopodobnie pod wodami Zatoki Kalifornijskiej w kierunku południowo-wschodnim.
Uskok San Andreas oddziela dwie, poruszające się w przeciwnych kierunkach, płyty litosfery: pacyficzną (po południowo-zachodniej stronie) i północnoamerykańską (po północno-wschodniej). Miasto San Francisco znajduje się na północno-wschodnim skrzydle uskoku, tam, gdzie wychodzi ono w ocean, natomiast miasto Los Angeles – na skrzydle południowo-zachodnim (pacyficznym). Na podstawie wieloletnich obserwacji stwierdzono, że w czasach historycznych wzdłuż uskoku San Andreas zachodzi głównie ruch poziomy – taki uskok nazywa się przesuwnym. W ciągu ostatnich 30–40 tys. lat przesunięcie to wyniosło ok. 1 km. W całym plejstocenie wielkość tego przesunięcia wyniosła 15–30 km. Wielkość przesunięcia dla starszych osadów jest jeszcze większa: osady pliocenu uległy przesunięciu o 50–70 km, zaś mioceńskie – o ok. 100 km. Płyta pacyficzna przemieszcza się aktualnie na północny zachód, natomiast płyta kontynentalna – na południowy wschód. Szybkość tego ruchu względnego wynosi obecnie średnio 5 centymetrów na rok. Uskok osiąga 15 km głębokości, a jego wiek określa się na 20 milionów lat.
Uskok San Andreas o długości 1200 km na przeważającym odcinku jest niewidoczny (przykryty przez młode osady), są jednak miejsca, w których pozostawia wyraźne ślady. Z uskokiem San Andreas wiążą się trzęsienia ziemi nawiedzające Kalifornię, m.in. w 1906, w San Francisco.